# Nicksaurus razashahi
Nicksaurus razashahi  es la única especie conocida del género extinto Nicksaurus de dinosaurio saurópodo saltasáurido, que vivió a finales del período Cretácico, hace aproximadamente 70 millones de años durante el Maastrichtiense, en lo que es hoy subcontinente Indio. Sus restos fueron encontrados en la Formación Vitakri, de Pakistán. Su espécimen tipo es MSM-190-4n, un esqueleto parcial. Su localidad tipo es Kinwa Kali Kakor, una arcilla fluvial del Maastrichtiense en la Formación Vitakri de Pakistán.